# Guérande
Guérande (breton nyelven Gwenrann) középkori város, Nyugat-Franciaországban, Loire-Atlantique közigazgatási térségben. 2004 óta viseli Franciaország kulturális és történelmi városa címet. Guérande városfala a legjobb állapotban megmaradt középkori városfalak közé tartozik. Hossza eléri az 1333 métert.

## Földrajza

### Elhelyezkedés
Guérande körül levő főbb városok keletre (19 km-re és 80 km-re) Saint-Nazaire és Nantes, nyugatra pedig Vannes (70 km-re).
A város a Guérande-i félszigeten fekszik, amit nyugatról az Atlanti-óceán, keletről a Brière-i Regionális Természetvédelmi Terület, északról a Vilaine folyó, délről a Loire torkolata határol.

## Történelem

### Őskor
Loire-Atlantique megye megalitikus emlékeinek körülbelül a fele a félszigeten található, ezért őstörténeti szempontból fontos hely.

### Ókor
A vaskor végén 2 törzs szállásterülete volt itt. Északon, a Vilaine folyóig a vénètes törzs, délebbre pedig, a Loire folyóig a namnètes törzs uralta. Mivel vízi utakkal van körülvéve, a félsziget fontos találkozási pontot jelentett a törzsek számára. Ilyen vízi közlekedési vonal volt a Vilaine folyó, amit a redones és vénètes törzsek, a Loire folyó, amit piktek és namnètes törzs, az Atlanti-óceán, amit a vénètes törzs és a görögök használtak.

### Középkor
A Pays Guérandais fővárosa volt az ősi Bretagne-i Hercegség területén, fontos történelmi események színhelye.
1343-ban, a breton örökösödési háborúban, Károly breton herceg parancsnoksága alatt álló csapatok Guérande-ban végzett pusztításait követően IV. János követelte, hogy a város védelmét növeljék az erődítmények átépítésével. Nem sokkal azután a munka elkezdődött, és több mint egy évszázadon át folytatódott. Ezeket a megerősített városfalakat II. Ferenc breton herceg (I. Anna breton hercegnő apja) uralkodása alatt avatták fel, a herceg halála előtt néhány hónappal.
A breton örökösödési háborút befejező a békeszerződést Guérande-ban írták alá 1365-ben. 1381-ben, egy második szerződést is aláírt IV. János és VI. Károly Franciaország királya.

### Újkor

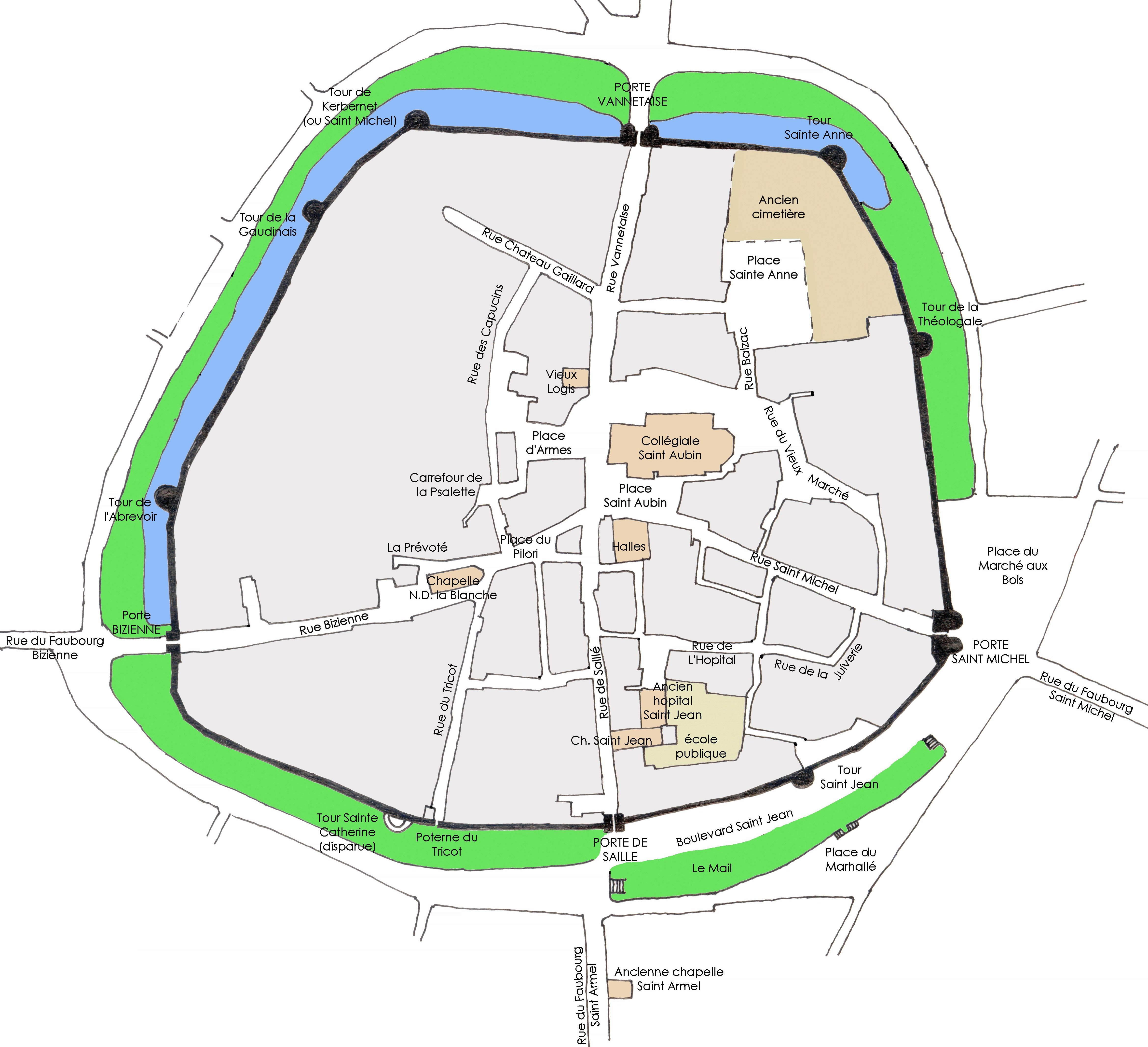
Guérande térképe

Guérande-ot rendszeresen felkeresték a breton uralkodók, mint például I. Anna breton hercegnő. 1532-ben, Anna és VIII. Károly házassága után a város a Francia Királyság része lett.
A XVII. és a XVIII. század alatt a város átalakult, polgári házak jelentek meg a XV. és XVI. század házai helyett. 1868-ban épült a Saint-Aubin közterén a Les Halles-nak nevezett épület, amely méltó volt a közönség fogadására. Ezek a házak képviselik kb. az 50%-át a ma is látogatható épületeknek.

## Breton nyelv
2008-ba a gyermekek 2,02%-a részesült két tannyelvű alapfokú oktatásban.

## Testvérvárosok
- Dinkelsbühl – Németország
- Almagro – Spanyolország
- Dolgellau – Wales
- Castro Marim – Portugália